# شهرک ساحلی گیتی کنار خزر
شهرکهای ساحلی، اقامتی، پذیرایی، تفریحی در بخش کلاچای از شهرستان رودسر در استان گیلان ایران است. این شهرک در ۷ کیلومتری رودسر قرار دارد.

### پیشینه
احداث این شهرکها با مساحت ۲۸۲۱۵ متر مربع توسط شرکت سهامی خاص گیتی کنار خزر بعد از اخذ مجوزهای لازم در سال ۱۳۸۶ آغاز شد.

### امکانات رفاهی
فضای سبز این شهرکها به دلیل موقعیت جغرافیایی واقع شده در آن غنی از گونه‌های مختلف گیاهی می‌باشد. از سایر امکانات رفاهی آن می‌توان به ساختمان تجاری ساختمان مرکزی کافی شاپ، رستوران و تالار، جکوزی و سونا و محل بازی و گردشگاه اشاره کرد. این شهرک شامل ۳۵۲ واحد اقامتی می‌باشد.

## نگارخانه

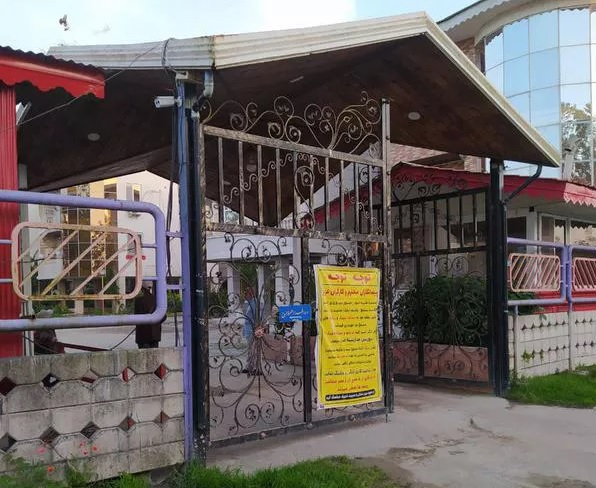
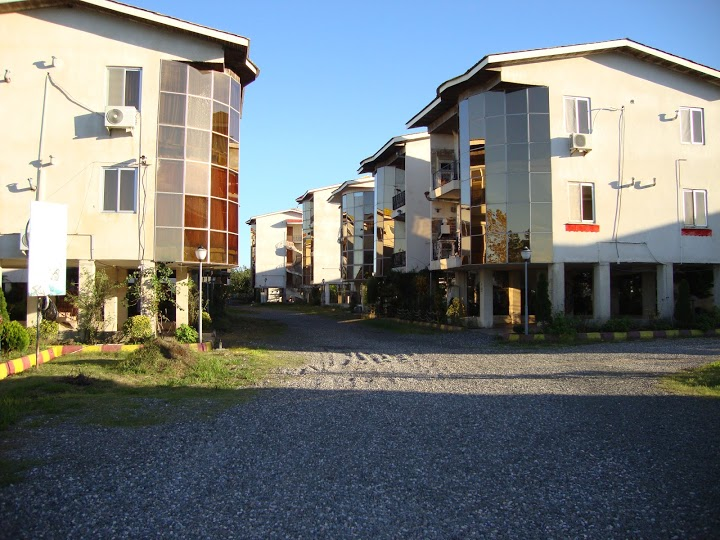